# Heves–Borsodi-dombság
A Heves–Borsodi-dombság a Mátrától északra, a Bükk-hegységtől északnyugatra elterülő földrajzi táj. Dombságnak nevezik, noha központi tömbjében 500 métert meghaladó tengerszint feletti magasságú hegyek vannak: uralgó pontja, az Ökörhegy 542 m, de nem sokkal marad el a Szarvaskő (536 m), Vajdavár (530 m), Köböl vára (520 m), Vermes-hát (511 m), Debornya-fő (510 m); a Bükkszenterzsébet közelében lévő Nagy-kő pedig Magyarország egyik legmagasabb függőleges sziklafala. Völgyei ugyancsak a hegyvidékekre jellemzőek – például a Gyepes-völgy vadregényesen szép felső szakasza szubalpin jellegű, sűrű fenyveseivel szinte a Kárpátokat idézi. Geológiája, állat- és növényvilága is a környező magasabb hegységekkel (Mátra, Bükk) rokonítja. A völgyekben fakadó számtalan forrás és a vadban gazdag rengeteg erdőség ősidők óta letelepedésre csábította az embert ezen a tájon, mely földművelésre ugyan kevéssé alkalmas, de annál jobb lehetőséget kínál az állattenyésztésre.

## Neve
A földrajzi kistáj határa, kiterjedése, domborzati besorolása máig vitatott. Az elmúlt 80 évben számos földrajztudós, kutató és térképész kívánt pontot tenni a polémiára e vidék elnevezésével, körülírásával, domborzati tulajdonságai alapján történő besorolásával, ám a tájegységnek jelenleg sincs általánosan elfogadott neve. A helybeliek egyszerűen Bükknek hívják. A területre vonatkozó térképek, tanulmányok, kutatások sokféle megnevezést használnak:
- Bolhád[3]
- Borsod–Hevesi-dombság
- Borsodi-dombság
- Felső-Tarna(-vidék)i-dombság
- Gömöri–Hevesi-dombság
- Heves–Borsodi-hegyhát
- Kisbükk (Kis-Bükk)
- Óbükk, Ó-Bükk (régiesen Óbikk)
- Ózd–Pétervásárai-dombság
- Ózd–Pétervására közötti hegyvidék
- Ózd–Pétervására közti vonulat
- Ózdi-hegység
- Pétervásár(a)i-dombság
- Vajdavár
- Vajdavár-dombvidék
- Vajdavár-hegység
- Vajdavár-homokkővidék
- Vajdavár-vidék
- Váraszói-hegység

A zavart tetézi, hogy a média olykor az Aggteleki-karszt, sőt a Zempléni-hegység részeként említi ezt a vidéket.

A Cartographia és más mértékadó térképészeti cégek kiadványain rendszerint a Heves–Borsodi-dombság elnevezés szerepel.

## Elhelyezkedése

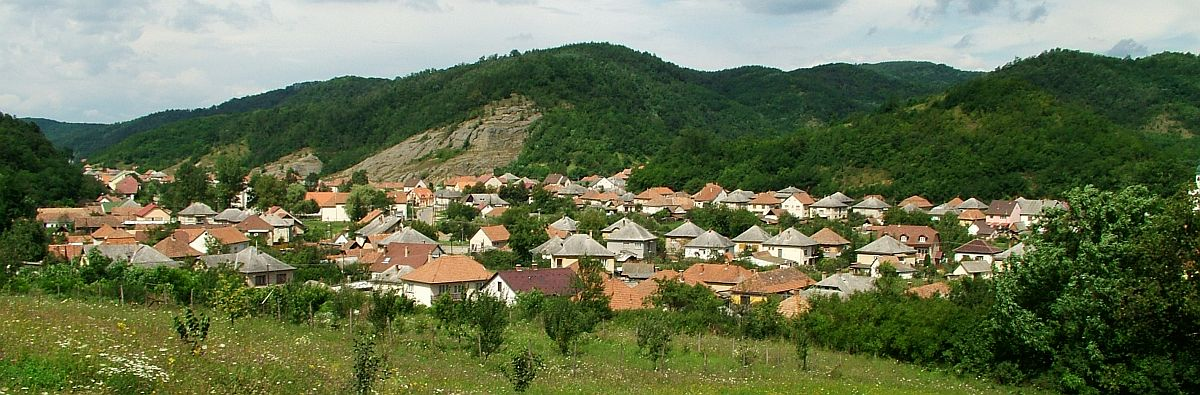
Istenmezeje

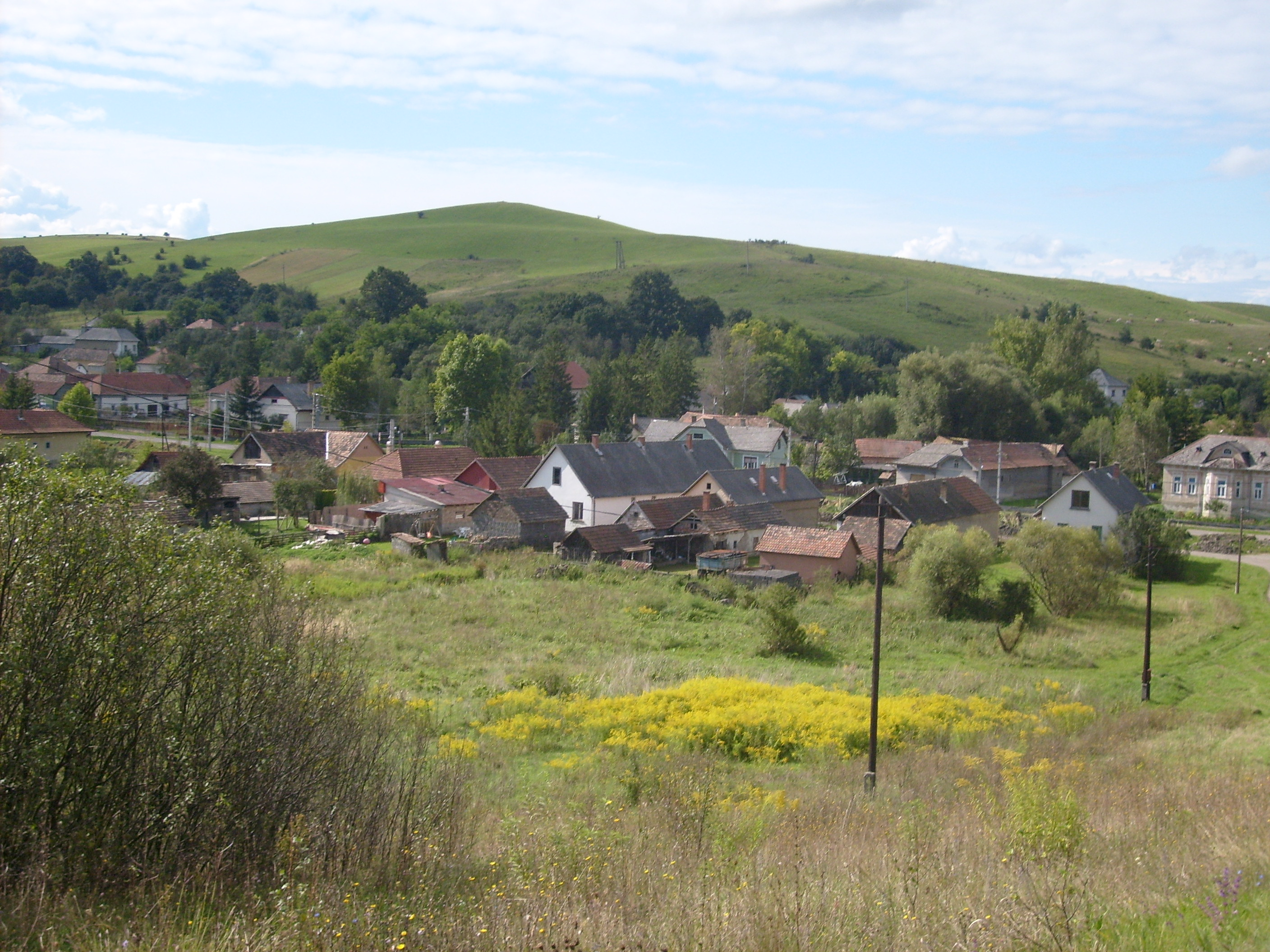
Uraj

A Heves–Borsodi-dombság magában foglalja Heves vármegye északi, Borsod északnyugati és Nógrád északkeleti részét. Északról a Sajó völgye, valamint a Tarna, a Gortva- és Macskás-patak, nyugatról a Bárna-patak völgye, délen a Mátrahát vízválasztója (a hegység északi előtere, nagyjából a 23-as főút), keletről a Bükkhöz tartozó „Darnó-vonal” lépcsője határolja. A borsodi oldalon található a Hódos- és a Csernely-patak vízválasztója, a hevesi részen a Tarna, az Eger- és a Laskó-patak vízgyűjtőterülete.

## Néprajz
Óbükk és környéke (beleértve a Rima–Hangony völgyrendszerét és Ózd vidékét) a barkók földje, azé a népcsoporté, mely Györffy István etnográfus szerint önálló ágon fejlődött, és nem rokona a tágabb környezetében élő palócoknak: a barkó népviselet sokkal színesebb, a barkó dialektus sajátosan eltérő, és másmilyen a barkó falvak lakóháztípusa is.

## Műemlékek, látnivalók
A Heves–Borsodi-dombság épületemlékei közül figyelmet érdemel Szentsimon XII. századi temploma, Kissikátor ősi alapokon álló körtemploma, Szentdomonkos, Zabar, Tarnalelesz és Járdánháza gótikus egyháza, valamint Pétervásárán a barokk Keglevich-kastély. A Barkóvidék falvainak egykor jellegzetes népi lakóházaiból ma már csak kevés látható eredeti formájában.

## Természetvédelem, állatvilág, utak
A Heves–Borsodi-dombság központi része a Tarnavidéki Tájvédelmi Körzet. A védettség ellenére mértéktelen erdőirtások, tarvágások folynak ezen a tájon, tönkretéve az egykor dús rengetegekkel borított, vadregényes vidéket. A letarolt cserfaerdők, gyertyános–tölgyesek, bükkösök, fenyvesek helyén mindent elborít az akác. Eltűnőben van az ó-bükki völgyek, rétek, sziklagyepek különleges biodiverzitása is.
Ugyanakkor a térség északi, háborítatlanabb részén a vadállomány igen gazdag. Az utóbbi években a Felvidékről átkóborolt medvék is megjelentek, sőt számolni lehet állandó jelenlétükkel.
A 90-es években szó volt arról, hogy a Domaháza és a 25-ös főút bekölcei elágazása közötti hosszú, kacskaringós erdészeti utat („Partizán-út”) közforgalmú műúttá alakítják, de a rendkívül szabdalt, nehéz terepen a kétsávos aszfaltút és a kapcsolódó infrastruktúra költségei olyan magasak lettek volna, hogy a terv lekerült a napirendről (a hatástanulmány és a forgalomszámlálási adatok sem támasztották alá a beruházás szükségességét). Terveztek egy alagutat is a 25-ös út Szentdomonkos és Borsodnádasd közötti veszélyes szerpentinjének kiváltására, de ennek megvalósítása végképp meghaladta a költségvetés kereteit.

## Külső hivatkozások
- Hegedűs András: Felszínalaktani vizsgálatok az Ózd–Pétervásárai-dombságon PDF – PhD értekezés (Miskolc, 2008)